# Desmacella annexa
Desmacella annexa är en svampdjursart som beskrevs av Schmidt 1870. Desmacella annexa ingår i släktet Desmacella och familjen Desmacellidae. Inga underarter finns listade i Catalogue of Life.